# Schloss Panthenau

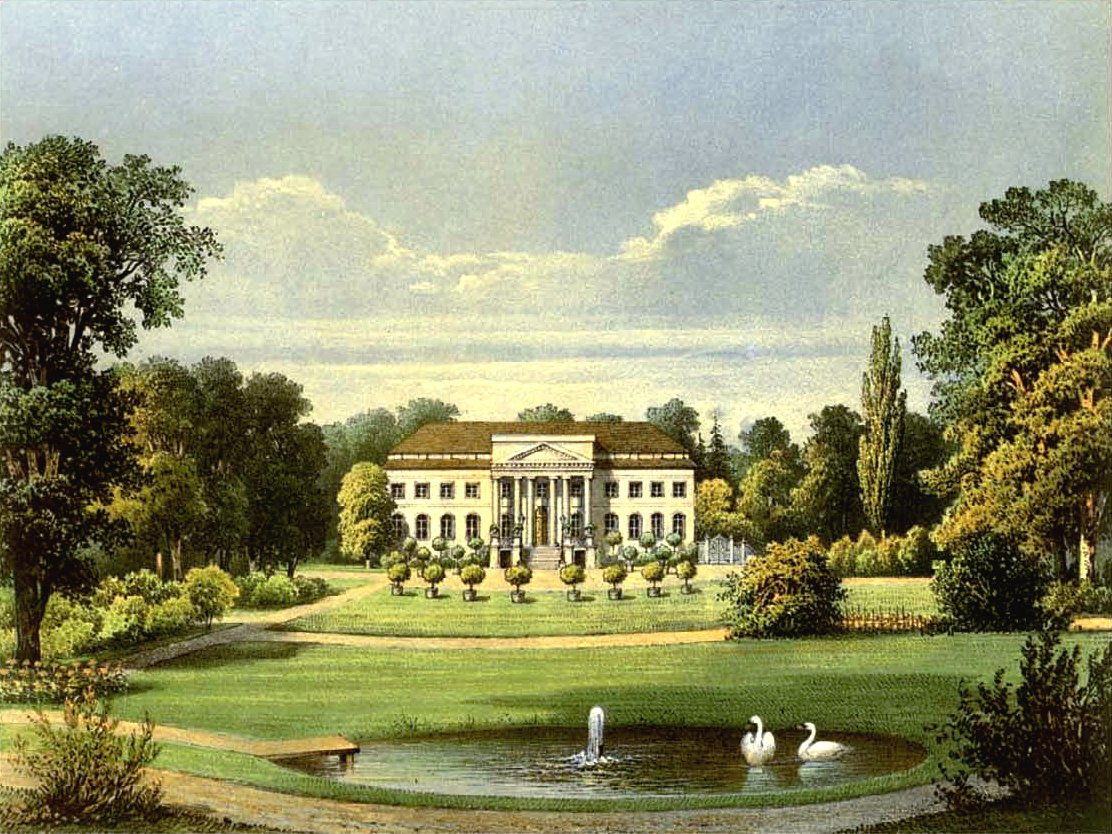
Schloss Panthenau um 1859/60, Sammlung Alexander Duncker

Schloss Panthenau (polnisch Pałac Pątnów) ist eine Schlossruine in Pątnów Legnicki (deutsch Panthenau, auch Panten). Es gehört zur Landgemeinde Kunice (Kunitz) im Powiat Legnicki in der Woiwodschaft Niederschlesien in Polen.

## Geschichte
Das Schloss ging zurück auf eine Burg, die am alten Weg zum Tal der Schnellen Deichsa (Skora) errichtet worden war. Bis zur Reformation waren die von Busewoy Besitzer der Herrschaft, danach die von Rechenberg, von Frankenberg, von Bergfeld und von Kottwitz. 1611 fällt der Besitz wieder an das Adelsgeschlecht Rothkirch. Schließlich waren bis 1945 die Rothkirch und Trach Schlossherren. Einflussreich war Valerius von Rothkirch und Panthen, der 1879 auch die Familienchronik seines Adelsgeschlechts publizierte und 1883 starb.
Weitere Eigentümer waren unter anderem der Landschaftsdirektor und Kommendator des Johanniterordens Edwin Graf von Rotkirch, Freiherr von Trach (1828–1904), vermählt mit Wanda Gräfin von Zedlitz und Trützschler, dann deren Sohn Leonhard (1853–1927). Major Graf Leonhard Rothkirch-Panthenau war mit Gräfin Finckenstein-Reitwein liiert und übte wie die Vorfahren viele hohe Ehrenämter aus, wurde Kammerherr und Zeremonienmeister und Ehrenkommendator des Johanniterordens. Er saß im Preußischen Herrenhaus und wirkte regional als Kreisdeputierter. Da dessen Sohn Karl 1914 als Dragoner-Offizier starb, erbte der Enkel Hans-Siegfried Graf von Rothkirch, Freiherr von Trach, verheiratet mit Ellen-Charlotte von Zobelitz. Das heutige Haus Panthenau sind die Nachfahren des Generalleutnants Thilo Graf Rothkirch (1861–1940), respektive die Nachkommen des bekannten Edwin Graf Rothkirch und seiner Frau Albertine von Schaumburg.
Im Jahr 1777 wurde das Majorat Panthenau gestiftet, das Ober- und Nieder-Panthenau, Steudnitz und Doberschau im späteren Landkreis Goldberg, östlich von Liegnitz die Güter Liebenau, Stelzenberg und Raischmannsdorf umfasste.
Gegen 1800 wurde anstelle der Burg ein zweiflügeliges Schoss erbaut, nur der Wassergraben zeugte noch von der Wehrarchitektur. Die Front nach Süden hatte elf Fensterachsen. Vor dem Portal war das Schloss mit einem klassizistischen Portikus mit sechs Säulen akzentuiert. Im Inneren zeichnete sich ein Saal, von schwarzen Marmorsäulen gestützt und sich über zwei Stockwerke erstreckend, durch besonders reiche Stuckaturen aus.
Durch Kriegseinwirkung brannte das Schloss 1945 ab. Laut dem letztmals 1937 publizierten Schlesischen Güter-Adressbuch waren die Rittergüter Nieder- und Ober-Panthenau durch die Schlesische Landgesellschaft aufgeteilt worden. Nach dem genealogischen Hauptstandardwerk der Gothaischen Taschenbücher blieb Schloss Panthenau der Familie von Rothkirch als Wohnsitz erhalten. Die Besitzesgröße betrug einst 1244 ha.